# Ubriachi d'amore
Ubriachi d'amore (Drunk Parents) è un film del 2019 diretto da Fred Wolf.
Commedia statunitense con protagonisti Alec Baldwin e Salma Hayek.

## Trama
I simpatici coniugi Frank e Nancy Teagarten stanno affrontando una serie di crisi finanziarie: l'azienda di Frank, un tempo di successo, sta per fallire; la loro casa è stata pignorata; e, infine, hanno appena mandato la loro figlia modello Rachel a un costosissimo college della prestigiosa Ivy League, che non possono permettersi.
Disperati, i due cercano di vendere tutto ciò che possiedono e di affittarlo a chiunque abbia soldi - incluso, a loro insaputa, il disadattato molestatore sessuale (in realtà innocente) Carl, il fidanzato di Rachel, bullizzato persino da loro, Jason, in sedia a rotelle, e un trafficante criminale, Nigel - il tutto affogando i loro dispiaceri nel vino.
Rimasti addirittura senza un tetto sulla testa, gli sfortunati vanno ad alloggiare dalla sorella di Nancy, Betty, assieme col suo antipatico marito Bob e i loro due figli gemelli di 13 anni, ancora più insopportabili, che rendono la loro permanenza un vero inferno.
Come se non bastasse, Rachel, assieme con la sua amica drogata e completamente fuori Jessie, torna a casa dei genitori senza preavviso, per far loro una sorpresa. I risultati saranno esilaranti...

## Produzione

### Sviluppo
Già nel 2016 il progetto era pronto per essere realizzato e girato, ma non è stato distribuito fino al 2019. Nel maggio del 2017, è stato annunciato che Aviron Pictures aveva acquisito i diritti di produzione del film.

### Sceneggiatura
Il regista Fred Wolf ha scritto la sceneggiatura del film insieme a Peter Gaulke, con il quale aveva già lavorato nel 2008 in Strange Wilderness e nel 2010 nell'ancora più famoso Un weekend da bamboccioni.

### Cast
Nel settembre del 2015, i due protagonisti Alec Baldwin e Salma Hayek si sono uniti al cast del film.
Il 15 gennaio 2016 Joe Manganiello, Jim Gaffigan, e Ben Platt sono stati aggiunti al cast, così come Natalia Cigliuti l'8 febbraio dello stesso anno.
Inoltre, nonostante abbiano fatto parte del cast, seppur in parti minori (due barboni che i protagonisti trovano tra i cassonetti), anche Colin Quinn e Will Ferrell, nessuno dei due è stato accreditato nei titoli di coda; come curiosità, i personaggi da loro interpretati portano lo stesso nome degli attori, e in più Quinn aveva già lavorato col regista Fred Wolf nel 2010, in Un weekend da bamboccioni, e nel 2013, nel sequel.

### Riprese
Le riprese del film, iniziate nel gennaio 2016 e terminate nel marzo seguente, si sono svolte nello Stato di New York.

## Promozione
Il trailer ufficiale del film è uscito in lingua originale il 24 gennaio 2019.

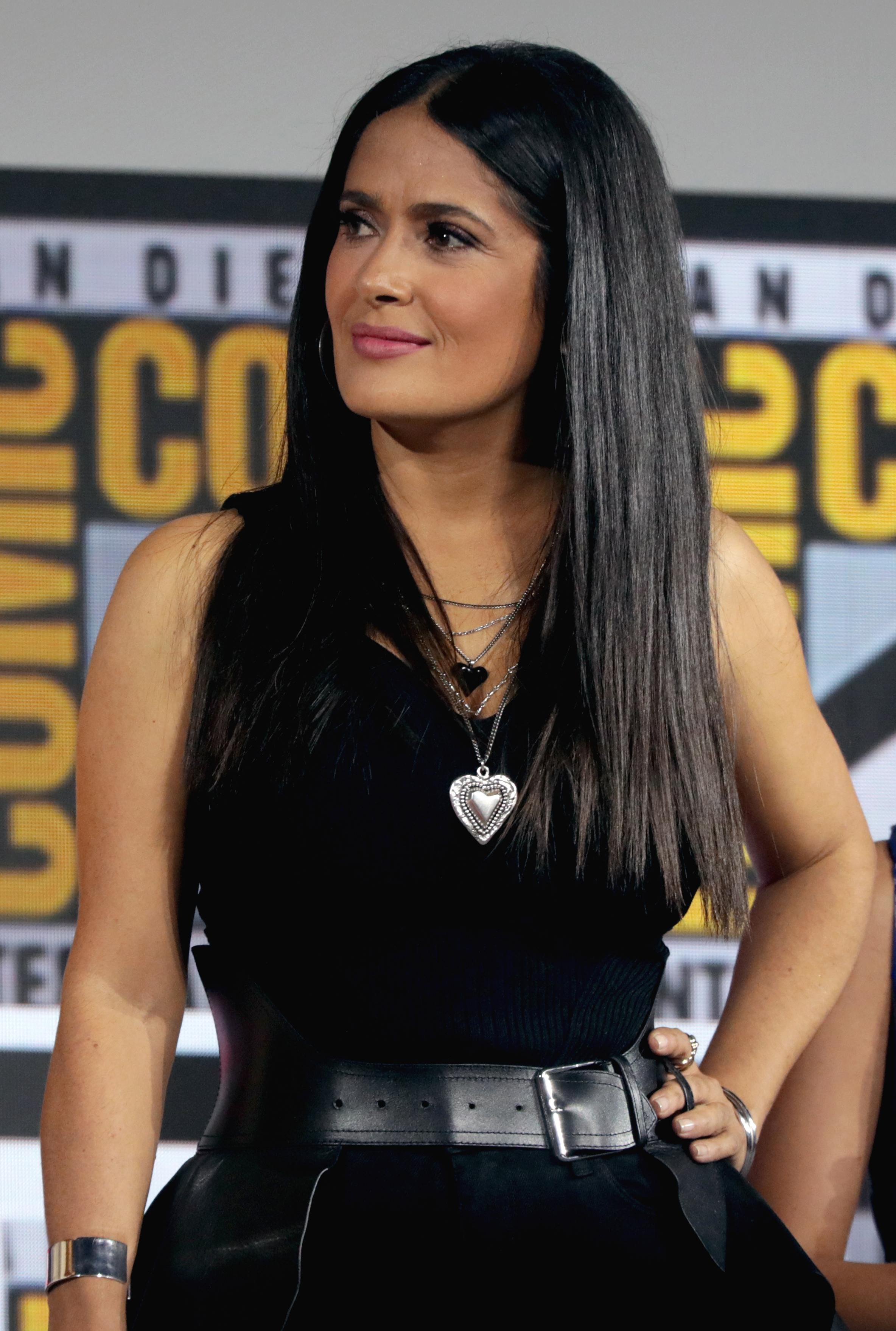
La protagonista Salma Hayek all'uscita del film

## Distribuzione
A settembre del 2018, è stato annunciato che le aziende Vertical Entertainment e DirecTV Cinema avrebbero distribuito il film, nel 2019.
Il film è stato distribuito nelle sale cinematografiche statunitensi a partire dal 19 aprile 2019, nel Regno Unito dal 22 marzo 2020, mentre in Italia è uscito direttamente in streaming; tuttavia, nonostante l'insuccesso nei cinema, Ubriachi d'amore ha ottenuto molta più popolarità dopo la sua uscita su Netflix, nell'agosto del 2020.

## Accoglienza

### Incassi
Il film ha incassato oltre 3 milioni di dollari al botteghino, a fronte di un budget di circa $ 1 milione.

### Critica
Sul sito web Rotten Tomatoes il film riceve il 55% delle recensioni professionali positive, con un voto medio di 6/10, basato su 16 recensioni.